# Mohammed Salisu
Mohammed Salisu Abdul Karim (Kumasi, 17 de abril de 1999) es un futbolista ghanés que juega como defensa en el A. S. Monaco F. C. de la Ligue 1.

## Trayectoria
Tras formarse como futbolista en la Africa Talent Football Academy de Ghana, se integró en la disciplina del Real Valladolid C. F. en septiembre de 2017. Comenzó en la categoría juvenil y tres meses más tarde ascendió al equipo Promesas de Segunda B, con el que jugó esa temporada 13 partidos, debutando el 28 de enero de 2018 contra el Coruxo F. C.
En su segundo año en el Valladolid, se consolidó en el segundo equipo y disputó su primer partido con la primera plantilla, en una eliminatoria de Copa del Rey contra el Getafe C. F., disputada el 9 de enero de 2019, encuentro que finalizó con un resultado de 1-0 a favor del club madrileño tras el gol de Ángel.
En la temporada 2019-20 estaba previsto que jugara con el equipo B aunque se entrenara ya con el primer equipo, pero la bajas de Javi Sánchez y Federico Barba le llevaron a debutar en la primera jornada de liga contra el Real Betis y hacerse con un puesto fijo en la primera plantilla y en el equipo titular y convertirse también en el jugador más valioso del club.
El 12 de agosto de 2020 se hizo oficial su fichaje por el Southampton F. C. para las siguientes cuatro temporadas, convirtiéndose en la venta más cara del Real Valladolid por €12 000 000. Descendieron a la EFL Championship en su tercera temporada, por lo que optó por marcharse y el 1 de agosto fue traspasado al A. S. Monaco F. C.

## Selección nacional
El 23 de septiembre de 2022 debutó con la selección de Ghana en un amistoso ante Brasil que perdieron por 3-0. En noviembre consiguió su primer gol en otro amistoso ante Suiza. Este encuentro era de preparación para la Copa Mundial, torneo en el que también marcó en el triunfo ante Corea del Sur.

### Participaciones en Copas Mundiales
| Mundial              | Sede  | Resultado      | Partidos | Goles |
| -------------------- | ----- | -------------- | -------- | ----- |
| Copa Mundial de 2022 | Catar | Fase de grupos | 3        | 1     |

## Estadísticas
Actualizado al último partido disputado el 12 de abril de 2025.
| Club | Div.          | Temporada     | Liga  | Liga  | Liga   | Copas (1)    | Copas (1)    | Copas (1)    | Internacional (2) | Internacional (2) | Internacional (2) | Total (3) | Total (3) | Total (3) | Media goleadora |
| Club | Div.          | Temporada     | Part. | Goles | Asist. | Part.        | Goles        | Asist.       | Part.             | Goles             | Asist.            | Part.     | Goles     | Asist.    | Media goleadora |
| --- | ------------- | ------------- | ----- | ----- | ------ | ------------ | ------------ | ------------ | ----------------- | ----------------- | ----------------- | --------- | --------- | --------- | --------------- |
| Real Valladolid C. F. "B" · España | 2.ª B         | 2017-18       | 13    | 1     | 0      | Inaccesibles | Inaccesibles | Inaccesibles | Inaccesibles      | Inaccesibles      | Inaccesibles      | 13        | 1         | 0         | 0.08            |
| Real Valladolid C. F. "B" · España | 2.ª B         | 2018-19       | 26    | 0     | 0      | Inaccesibles | Inaccesibles | Inaccesibles | Inaccesibles      | Inaccesibles      | Inaccesibles      | 26        | 0         | 0         | 0               |
| Real Valladolid C. F. "B" · España | Total club    | Total club    | 39    | 1     | 0      | 0            | 0            | 0            | 0                 | 0                 | 0                 | 39        | 1         | 0         | 0.03            |
| Real Valladolid C. F. · España | 1.ª           | 2018-19       | 0     | 0     | 0      | 2            | 0            | 0            | —                 | —                 | —                 | 2         | 0         | 0         | 0               |
| Real Valladolid C. F. · España | 1.ª           | 2019-20       | 31    | 1     | 1      | 1            | 0            | 0            | —                 | —                 | —                 | 32        | 1         | 1         | 0.03            |
| Real Valladolid C. F. · España | Total club    | Total club    | 31    | 1     | 1      | 3            | 0            | 0            | 0                 | 0                 | 0                 | 34        | 1         | 1         | 0.03            |
| Southampton F. C. Inglaterra | 1.ª           | 2020-21       | 12    | 0     | 0      | 3            | 0            | 0            | —                 | —                 | —                 | 15        | 0         | 0         | 0               |
| Southampton F. C. Inglaterra | 1.ª           | 2021-22       | 34    | 0     | 0      | 3            | 1            | 0            | —                 | —                 | —                 | 37        | 1         | 0         | 0.03            |
| Southampton F. C. Inglaterra | 1.ª           | 2022-23       | 22    | 0     | 0      | 6            | 0            | 0            | —                 | —                 | —                 | 28        | 0         | 0         | 0               |
| Southampton F. C. Inglaterra | Total club    | Total club    | 68    | 0     | 0      | 12           | 1            | 0            | 0                 | 0                 | 0                 | 80        | 1         | 0         | 0.01            |
| A. S. Monaco F. C. Francia | 1.ª           | 2023-24       | 12    | 0     | 0      | 1            | 0            | 0            | —                 | —                 | —                 | 13        | 0         | 0         | 0               |
| A. S. Monaco F. C. Francia | 1.ª           | 2024-25       | 15    | 1     | 0      | 3            | 1            | 0            | 6                 | 1                 | 0                 | 24        | 3         | 0         | 0.13            |
| A. S. Monaco F. C. Francia | Total club    | Total club    | 27    | 1     | 0      | 4            | 1            | 0            | 6                 | 1                 | 0                 | 37        | 3         | 0         | 0.08            |
| Total carrera | Total carrera | Total carrera | 165   | 3     | 1      | 19           | 2            | 0            | 6                 | 1                 | 0                 | 190       | 6         | 1         | 0.03            |
| (1) Copas nacionales se refiere a la Copa del Rey, la Copa de la Liga de Inglaterra, la FA Cup, la Copa de Francia y la Supercopa de Francia. (2) Torneos internacionales se refiere a la Liga de Campeones de la UEFA. (3) Media de goles por encuentro. No incluye goles en partidos amistosos. |               |               |       |       |        |              |              |              |                   |                   |                   |           |           |           |                 |